# المنتدى الاستراتيجي العربي
المنتدى الاستراتيجي العربي هو مؤتمر سنوي يعقد في دبي، الإمارات العربية المتحدة. ويهدف إلى أن يكون منصة لقادة القطاعين العام والخاص لتطوير الاستراتيجيات المستقبلية.
وهي مؤسسة فكرية مستقلة تُعنى بتحليل القضايا السياسية والاستراتيجية والاقتصادية في العالم العربي، بالإضافة إلى تعزيز الفهم المتبادل بين الثقافات المختلفة وتقديم رؤى استراتيجية تسهم في تطوير سياسات مستدامة وفق المستجدات التي تمر بها المنطقة العربية، ويركز المنتدى على القضايا الرئيسية مثل التنمية الاقتصادية، الأمن الإقليمي، التغيرات المناخية، والتقنية الحديثة، بالإضافة إلى العلاقات الدولية وتأثيرها على المنطقة.
ينظم المنتدى مجموعة من الفعاليات والندوات والنقاشات العامة، كما يسهم في نشر تقارير ودراسات متخصصة تتناول القضايا الراهنة وتقدم تحليلات معمقة للمساعدة في اتخاذ القرارات الاستراتيجية، ويعمل على تحفيز التفكير النقدي وتحليل المعلومات بطريقة موضوعية، ويرأس المنتدى محمد عبد الله القرقاوي وزير الدولة لشؤون مجلس الوزراء.

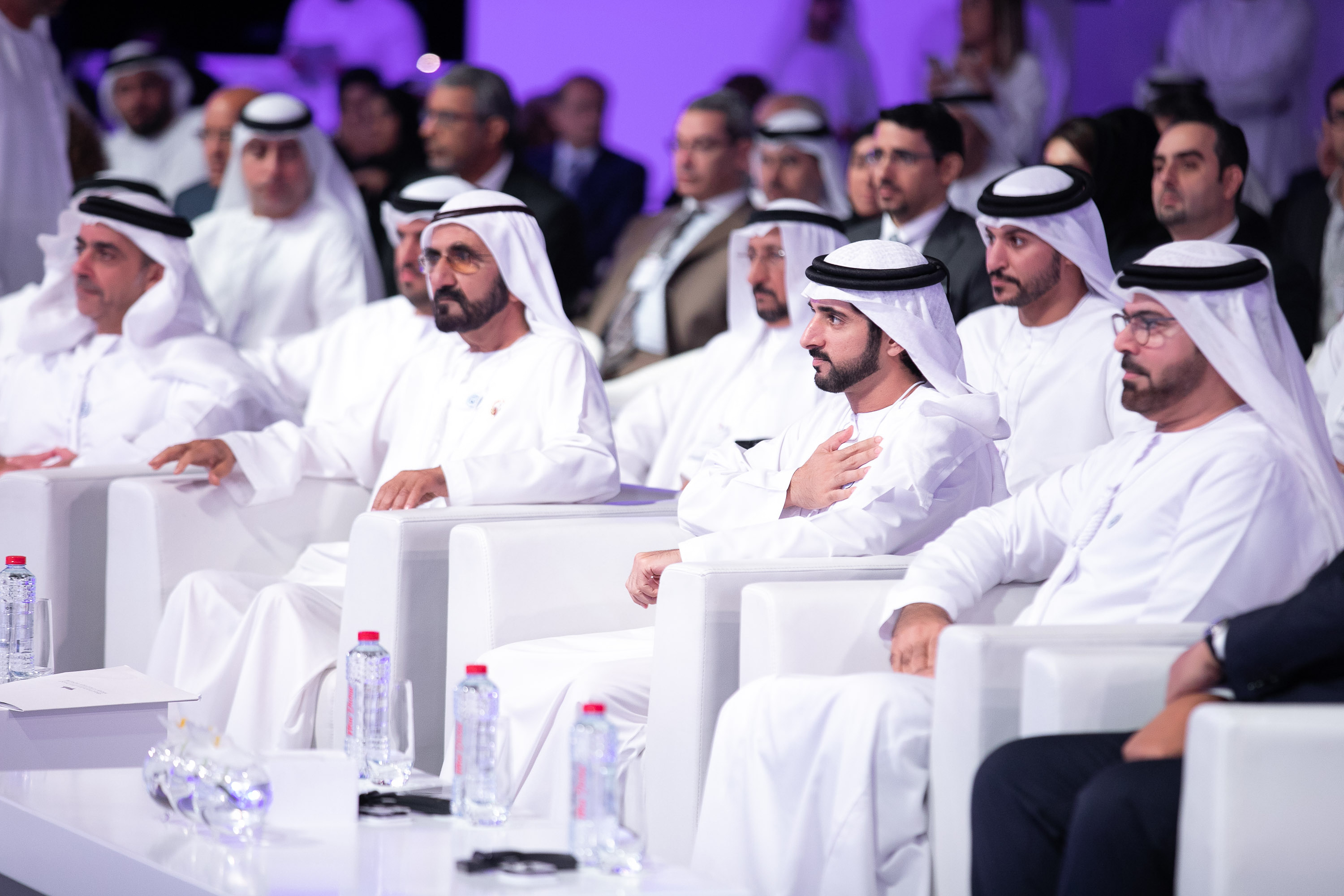
محمد بن راشد وحمدان بن محمد وسيف بن زايد ومحمد القرقاوي يحضرون المنتدى الاستراتيجي العربي 2018

## التأسيس والإطلاق
أطلق المنتدى في عام 2001 برعاية محمد بن راشد آل مكتوم، كحدث يقام مرة كل سنتين لمدة ثلاثة أيام بعنوان منتدى دبي الاستراتيجي، وقد صمم المنتدى لتعزيز النقاش حول السياسة في العالم العربي. والعمل على منهجين رئيسيين " الأول: المنهج الاستراتيجي للاستشراف، الثاني: المنهج الاستراتيجي للتخطيط"، وغيّر اسمه إلى المنتدى الاستراتيجي العربي في عام 2006. وقد ألقى الرئيس الأمريكي السابق بيل كلينتون الكلمة الرئيسية في المنتدى الافتتاحي. وأعيد إطلاقه في عام 2009 في إطار مؤسسة محمد بن راشد آل مكتوم للمعرفة.
يدير هذا الحدث المكتب التنفيذي لحاكم دبي، الشيخ محمد بن راشد آل مكتوم، ويهدف هذا الحدث إلى تمكين القادة من اتخاذ قرارات مستنيرة بشكل استراتيجي، والتعامل مع المخاطر واستغلال الفرص. وهو حدث يستمر ليوم واحد ويحدد موضوعه عادةً من خلال دراسة التوقعات للعام المقبل في كل من العالم العربي والعالم.

## المحتوى

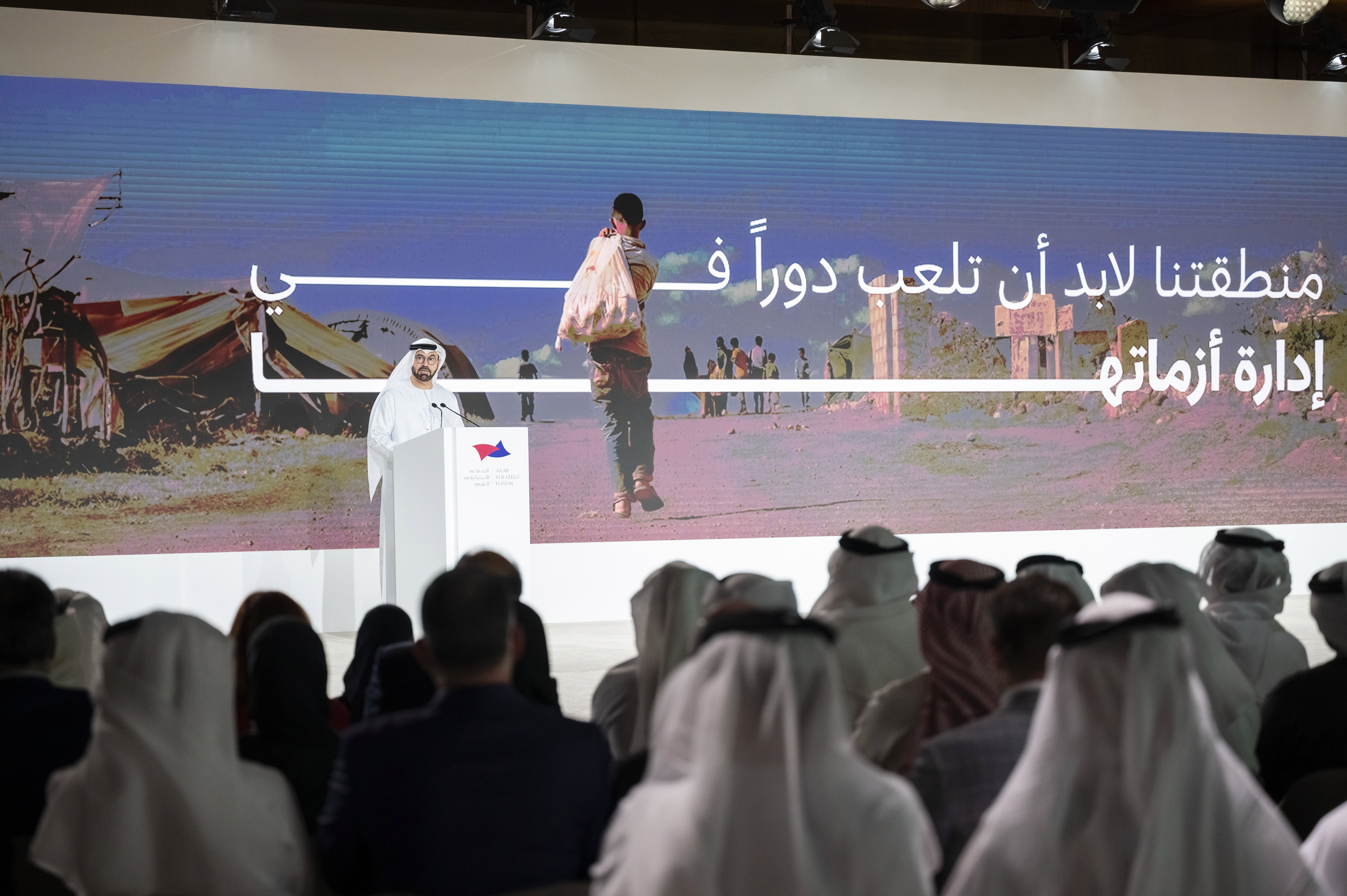
الكلمة الافتتاحية في المنتدى الاستراتيجي العربي - 2024

في عام 2015، نشر المنتدى تقريراً عن الربيع العربي بخسارة 833.7 مليار دولار (يعزو ذلك إلى الخسائر في الناتج المحلي الإجمالي، وانخفاض السياحة، وخسائر الأسهم والأسواق المالية، وانخفاض الاستثمار الأجنبي المباشر). في عام 2016، وفي كلمة دعا ليون بانيتا، المدير السابق لوكالة المخابرات المركزية ووزير الدفاع الأمريكي السابق، إلى جانب رئيس الوزراء البريطاني السابق ديفيد كاميرون، إلى إنشاء تحالف إقليمي ضد الإرهاب. وأكد أن مثل هذا التحالف "يمكن أن يكون إشارة قوية لإيران بأنها لا تستطيع الدخول إلى بلدان الخليج العربي كما فعلت في اليمن وسوريا". وغالبًا ما يستضيف المنتدى وجهات نظر مختلفة. في عام 2015، أشار وزير الخارجية البريطاني السابق ويليام هيغ إلى التهديد المتزايد الذي يشكله داعش، بينما ادعى فرانسيس فوكوياما في عام 2014 أن التهديد الذي يشكله التنظيم قد ضخم من قبل وسائل الإعلام والولايات المتحدة. وفي عام 2018، استخدم كل من الرئيس الفرنسي السابق فرانسوا هولاند ووزير الدفاع الأمريكي السابق روبرت جيتس المنتدى كمنصة لإدانة قرار الولايات المتحدة بشدة لفتح سفارة في القدس. وفي عام 2024، جرت مناقشة تقرير أعده معهد الدراسات الأوروآسيوي حول تكلفة الحروب، كما ناقش محمد القرقاوي التحولات التي يمكن أن تُشكّل ملامح المنطقة والعالم في المرحلة القادمة، وأبرز التطورات في القضية الفلسطينية وحرب غزة، وبروز دول الخليج كقوة اقتصادية وشريك مؤثر في القضايا العالمية.